# Cremastus gallaecola
Cremastus gallaecola là một loài tò vò trong họ Ichneumonidae.